# Référendums liechtensteinois de 2022
Deux référendums ont lieu au Liechtenstein les 26 juin et 18 septembre 2022. La population est amenée à se prononcer en juin sur l’exonération pour les retraités du payement de la franchise annuelle de l'assurance maladie, puis en septembre sur une loi légalisant à postériori  les mesures restreignant l'accès des citoyens à certains lieux en raison de la Pandémie de Covid-19.
Le premier projet est approuvé à une large majorité des suffrages exprimés, tandis que le second est rejetée à une plus courte majorité.

## Assurance maladie

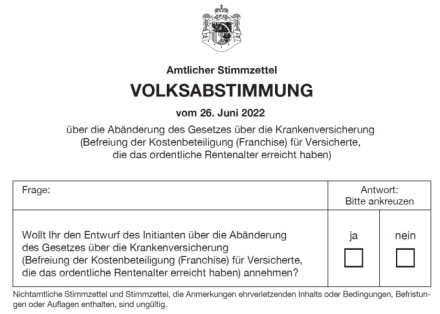
Bulletin de vote utilisé en juin.

Les élections législatives de février 2021 voient entrer au Landtag le parti Démocrates pour le Liechtenstein (DpL), qui remporte deux sièges sur 25 et se positionne dans l'opposition.
Le système d'assurance maladie du Liechtenstein comporte une franchise médicale annuelle de 500 Francs suisses restant à la charge de l'assuré. Courant 2021, le DpL dépose au Landtag une proposition de loi visant à en exonérer les personnes ayant atteint l'âge normal de départ à la retraite, soit 65 ans, pour un coût total annuel pour l’État d'environ 3,5 millions de Francs suisses. Le 29 septembre 2021, la proposition est rejetée par 10 voix pour et 15 contre.
En réaction, le DpL annonce en janvier 2022 son intention d'organiser une collecte de signatures en vue d'une initiative populaire. Le projet est soumis aux autorités et validé le 10 mars 2022, ouvrant la voie à la période de collecte qui s'étend du 18 mars au 29 avril suivant, pour un total de 2 846 signatures validées,.
L'initiative ayant réunie les signatures de plus de 1 000 inscrits en moins de six semaines, elle est présentée au Landtag dans le cadre de l'article 64-2 de la constitution. Le parlement la rejette le 4 mai 2022 par 9 voix pour et 16 contre, entraînant sa mise à votation,,.

### Résultats de juin
| Choix                  | Votes  | %     |
| ---------------------- | ------ | ----- |
| Pour                   | 7 811  | 63,90 |
| Contre                 | 4 413  | 36,10 |
|                        |        |       |
| Votes valides          | 12 224 | 99,56 |
| Votes blancs           | 9      | 0,07  |
| Votes invalides        | 45     | 0,37  |
| Total                  | 12 278 | 100   |
| Abstention             | 8 302  | 40,34 |
| Inscrits/Participation | 20 580 | 59,66 |

| Pour 7 811 (63,90 %) |  |  | Contre 4 413 (36,10 %) |
| ▲                    |  |  |                        |
| Majorité absolue     |  |  |                        |

## Loi sur la santé

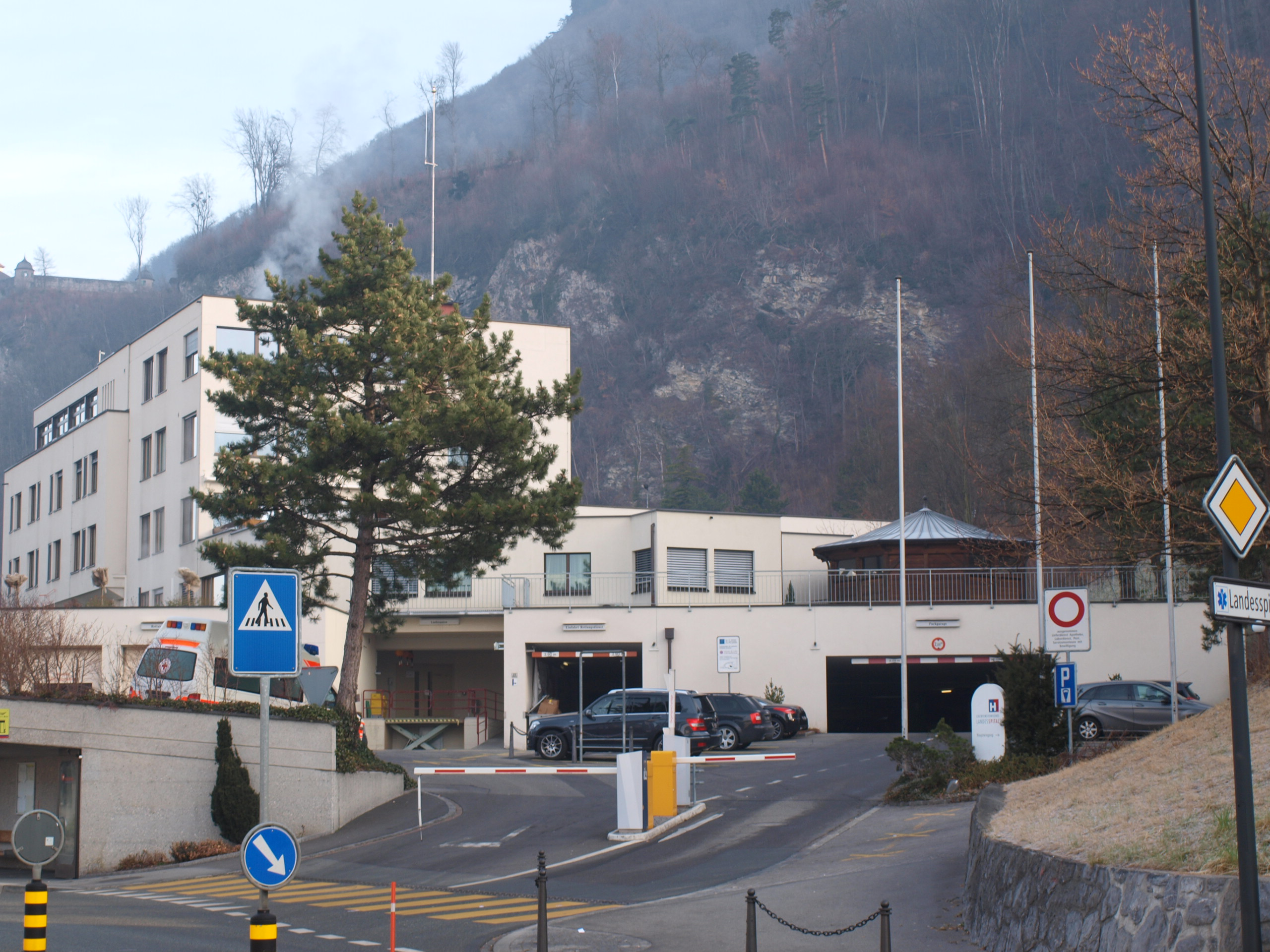
L'hôpital d'État du Liechtenstein à Vaduz, le seul du pays.

Afin de lutter contre la Pandémie de Covid-19, le gouvernement instaure par ordonnance à partir du 9 septembre 2021 la règle dite des « 3G » (pour Getestete, Geimpfte, Genesene, soit en français Testé, Vacciné, Rétabli), dans le but de juguler la hausse des cas de contaminations et de soulager ainsi la pression sur le personnel de santé. La « règle 3G » interdit alors l'accès aux pièces fermées des lieux publics, commerciaux ou évènementiels aux individus ne pouvant pas justifier d'un test diagnostique du SARS-CoV-2 négatif, ou d'une attestation de vaccination, ou encore d'un document attestant qu'ils ont été contaminés par la maladie mais en sont maintenant guéris.
Cette « règle 3G » est rapidement durcie en « règle 2G », le gouvernement supprimant par une autre ordonnance la possibilité d'accéder à ces lieux sur présentation d'un test négatif. En parallèle, de nouvelles restrictions sont ajoutées concernant l'évènementiel organisé en plein air. Ces nouvelles mesures s'appliquent du 15 décembre 2021 au 18 février 2022.
Entretemps, le 14 janvier 2022, plus de 400 citoyens déposent une plainte auprès de la Cour d'État contre ces mesures, qu'ils jugent liberticides. Figurent notamment parmi les plaintifs plusieurs groupes anti vaccination. Le 10 mai, la Cour juge les bases juridiques de ces mesures insuffisantes. Si elle exprime une compréhension envers les décisions difficiles prises par le gouvernement dans le contexte de la lutte contre la Pandémie, la Cour juge néanmoins l'ordonnance instaurant la règle 2G incompatible avec la loi et la constitution,.

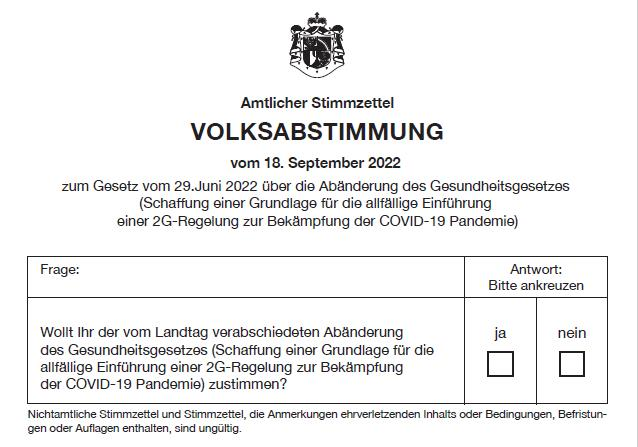
Bulletin de vote utilisé en septembre.

Ce jugement contraint le Landtag à amender courant juin la Loi sur la santé. Les débats s'avèrent houleux, un parlementaire allant jusqu'à qualifier les restrictions de « système de surveillance comparable à celui de la Chine », une partie du parlement jugeant suffisante la règle 3G. Le ministre de la Société et de la Culture, Manuel Frick, justifie quant à lui ces mesures par la nécessité pour le gouvernement de s'aligner si nécessaire sur les mesures prises par la voisin Suisse, avec lequel le Liechtenstein est lié par une union douanière et dont il dépend surtout entièrement en matière d'unité de soin intensif. Une date limite est finalement incorporée aux nouveaux articles de la loi sur la santé, ceux ci ne s'appliquant que jusqu'au 30 juin 2023,.
L'amendement est voté le 29 juin 2022 par 18 voix pour et 7 contre. La proposition des Démocrates pour le Liechtenstein (DpL) de soumettre la loi à référendum est rejetée le même jour, le Landtag votant par 9 voix pour et 16 contre. « Le Peuple d'abord » (MiM), un petit parti créé six mois plus tôt, entreprend cependant une collecte de signatures en vue de forcer la mise à référendum de la nouvelle Loi sur la santé,. Du 1er au 29 juillet, 3 570 signatures sont recueillies et reconnues valides. Le 1er août, le gouvernement fixe le référendum au 18 septembre.
Il s'agit par conséquent d'un référendum facultatif d'origine populaire : dans le cadre de l'article 66 de la constitution, le projet de loi voté par le Landtag fait l'objet d'une demande de mise à la votation par un minimum de 1 000 inscrits dans les trente jours suivant le vote du projet,.

### Résultats de septembre
| Choix                  | Votes  | %     |
| ---------------------- | ------ | ----- |
| Pour                   | 6 366  | 47,27 |
| Contre                 | 7 101  | 52,73 |
|                        |        |       |
| Votes valides          | 13 467 | 99,30 |
| Votes blancs           | 12     | 0,09  |
| Votes invalides        | 83     | 0,61  |
| Total                  | 13 562 | 100   |
| Abstention             | 7 098  | 34,35 |
| Inscrits/Participation | 20 660 | 65,64 |

| Pour 6 366 (47,27 %) |  |  | Contre 7 101 (52,73 %) |
| ▲                    |  |  |                        |
| Majorité absolue     |  |  |                        |